# وانیلا یامازاکی
وانیلا یامازاکی (انگلیسی: Vanilla Yamazaki؛ زادهٔ ۱۵ ژانویهٔ ۱۹۷۸) بازیگر، طراح رقص، و صداپیشگی در ژاپن اهل ژاپن است.